# Separační úzkost
Separační úzkost je univerzální fenomén, který se objevuje u lidí i u zvířat.
Je to přirozená součást vývoje jedince. Tato úzkost je reakcí dítěte na odloučení od matky. Je typická zejména pro děti od 7. do 18. měsíce života. Může probíhat přirozenou nebo patologickou formou. Patří k ní například strach ze tmy, strach z toho, že bude dítě doma samo, strach ze separace od pečovatele, strach z cizích lidí. Průběh a vývoj separační úzkosti je významně ovlivněn citovou vazbou s rodičem (opatrovníkem) a temperamentem dítěte.

## Vývoj separační úzkosti
Separační úzkost je obvyklým jevem, který se objevuje u dětí v rámci jejich vývoje.
Po narození jsou emoce dítěte jen málo diferenciované. Kolem šestého měsíce dítěte se začíná objevovat separační úzkost v nepřítomnosti matky (pečující osoby). Souvisí se skutečností, že dítě si již začíná uvědomovat rozdíl mezi cizím a známým člověkem, zároveň se začíná utvářet citová vazba mezi dítětem a pečující osobou. Průběh a vývoj separační úzkosti je významně ovlivněn právě citovou vazbou s rodičem (opatrovníkem) a temperamentem dítěte.
Nejtypičtější je však separační úzkost pro batolecí období, kdy se mění vztah dítěte k lidem, což se odráží ve změně vztahových emocí v situačních a emočních reakcí. K těmto změnám dochází v důsledku rozvoje osobnosti u batolete (spojeno s obdobím prvního vzdoru). Dítě si uvědomuje sebe sama. Pro rozvoj identity a osamostatňování je separace od matky nezbytným předpokladem. Separační úzkost obvykle mizí na konci batolecího období, ale existují děti, které se s ní mohou potýkat i při nástupu do školky či školy. Dítě má obavy z odloučení od matky (pečující osoby) a může protestovat proti jakékoli formě odloučení.
Pro matku (rodiče, pečující osoby) se může jednat o poměrně náročnou situaci, pokud odchází měli by se s dítětem rozloučit a ujistit o svém návratu. Vytvoření si jistých návyků (např. cucání palce, kousání nehtů) pomáhá dětem vyrovnat se s úzkostí  , postupně dochází k rozvoji jiných copingových strategií, které dítěti pomáhají úzkost překonat.

## Dětské strachy
Se separační úzkostí jsou spojeny určité strachy a obavy dítěte. Tyto strachy se objevují během prvního roku života a přetrvávají až do sedmi či osmi let. Patří sem například strach ze tmy, strach z toho, že bude dítě doma samo, strach ze separace od pečovatele, strach z cizích lidí. Tyto strachy jsou většinou mírné a dokonce mohou mít i ochrannou funkci. Pokud nemají velký vliv na dítě a netrvají déle než měsíc, jsou součástí normálního vývoje či reakcí na určitou událost. Pokud jsou však tyto strachy příliš intenzivní či trvají dost dlouho a ovlivňují rodinný život, školu či vztahy s vrstevníky, neměly by se podceňovat a bylo by vhodné navštívit odborníka, neboť tyto stavy by mohly vést k rozvinutí separačně-úzkostné poruchy.
Strach z cizího (neznámého) člověka se objevuje kolem 7. měsíce dítěte, kdy si dítě začíná uvědomovat význam blízký a cizí, tyto strachy vrcholí kolem 12. měsíce a obvykle vymizí na počátku 2. roku života. Na rozdíl od separační úzkosti je strach z neznámé osoby vyjádřením strachu a paniky z neznámého člověka a změny podmínek.

## Citová vazba a separační úzkost
Autoři teorie citové vazby jsou John Bowlby a Mary Ainsworth. Citová vazba je pouto mezi dítětem a osobou, která o něj pečuje. Rozlišují se čtyři typy této vazby: jistá vazba, úzkostně-vyhýbavá vazba, úzkostně-ambivalentní vazba a dezorganizovaná vazba. Za nejpříznivější pro další vývoj je považována jistá vazba. Separační úzkost může být spojena s úzkostně vyhýbavou vazbou mezi dítětem a matkou (primární pečovatelem). Byly totiž potvrzeny souvislosti mezi tímto typem vazby a úzkostnými poruchami dětí a dospívajících. Při jisté citové vazbě má dítě v matce bezpečné útočiště a ví, že mu bude nablízku při nejrůznějších obtížích a nebezpečných situacích, což může redukovat úzkostné reakce.

## Fáze separační úzkosti
Bowlby (2013), který se jako první zabýval separační úzkostí (poté také Ainsworthová), popsal tři fáze separační úzkosti typické pro dítě v raném stadiu vývoje:
1. Fáze protestu – dítě se svým křikem snaží přivolat matku. Na základě své předchozí
zkušenosti očekává, že matka přijde, pokud ji bude volat dosti vytrvale.
2. Fáze zoufalství – s postupem času dítě ztrácí naději na přivolání matky. Je apatické, křičí
méně a odmítá navazovat kontakt s druhými lidmi, kteří se mu snaží pomoci.
3. Fáze odpoutání od matky – dítě postupně potlačuje své city k matce. Je schopno se připoutat k jinému dospělému, pokud někoho takového najde. V opačném případě ztrácí svůj vztah k lidem a upoutává se spíše na věci.

## Separačně úzkostná porucha
Separačně úzkostná porucha (SAD) označuje stav nadměrného strachu a úzkosti, který jedinec zažívá při reálném, případně i hrozícím odloučení od lidí, ke kterým má vybudovanou silnou citovou vazbu, či od domova. Reakce na vystavení takové situaci je neadekvátní věku a vývojovému stupni dítěte.
Dle Mezinárodní klasifikace nemocí se separačně úzkostná porucha řadí mezi Emoční poruchy se začátkem specifickým pro dětství (označení F93.0). Na rozdíl od separační úzkosti, která není abnormalitou vývojového procesu a v dalším vývoji vymizí, přetrvá přibližně u 3 - 5 % dětí. Pro jedince i jeho okolí jde o značné narušení sociálního fungování a emočního fungování.

### Projevy
SAD může určit pediatr, který dále doporučí mezioborovou spolupráci s psychologem či psychiatrem. Psychické obtíže mohou u dětí somatizovat a projevovat se bolestmi hlavy, žaludku, zvýšenými teplotami, nevolnostmi či zvracením. Strach a úzkosti vyvolávají byť jen domněnky, že dítě bude odloučeno od milovných osob nebo bude muset opustit domov. Nezřídka se také objevuje neopodstatněný strach o blízké osoby a jejich zdraví. Dítě je při odloučení vysoce stresované a obává se, že o své blízké osoby přišlo, respektive že už se nevrátí. To je spojeno s vyžadováním společnosti (např. při ukládání ke spánku – bez přítomnosti blízké osoby nastává problém s usnutím) a obavami trávit čas o samotě. Stejně tak se může objevovat také strach o svůj vlastní život (např. autohavárie) nebo o nucené odloučení od domova (unesení dítěte, pobyt v nemocnici). Dítě své pocity může vyjadřovat jak stažením do sebe, tak i značnými vnějšími projevy (záchvaty vzteku a pláče, úzkostné pocity apod.). Ve školním věku je pak charakteristická tzv. „školní fobie“, která může vést ke zhoršení prospěchu nebo záškoláctví.

### Možné důsledky
Některé studie poukazují na souvislost separačně úzkostné poruchy a možného budoucího projevení úzkostné poruchy a agorafobie. Další studie potvrzuje korelaci mezi výskytem SAD a úzkostnou poruchou, zároveň ale uvádí, že tento vztah se týká i jiných psychických obtíží, například depresí.